# Juillet 1879

## Événements
- Le 1er juillet est établi comme Fête du Canada.

- 4 juillet (Guerre des Zoulous) : quelques mois plus tard, aidés par les dissensions internes et la trahison de certains chefs, les 20 000 soldats anglais de Sir Wolseley entrent dans Ulundi, la capitale zoulou. La ville est incendiée, le roi Chettiwayo emmené en captivité et l’État zoulou morcelé en plusieurs petites chefferies, dirigées par des hommes nommés et payés par les Britanniques, dont l’écossais John Dunn. Le fils unique de Napoléon III meurt dans cette campagne.

- 7 juillet : arrivée au Tibet du pandit Sarat Chandra Das, envoyé comme espion par les Britanniques (fin en 1881). Il rédige un dictionnaire tibétain-anglais qui reste une référence.

- 15 juillet :
  - Reddition de Soliman bey, fils du trafiquant d'esclaves soudanais Zubeir Pacha, battu par Romolo Gessi, gouverneur du Bahr el-Ghazal. Il est exécuté.
    - Rabah Fadlallah, ancien lieutenant de Soliman bey, se taille un empire dans les pays centrafricains et tchadiens de 1879 à 1893. Il occupe successivement le Darfour (1881), le Dar Ruma (1887), le Dar Fertit (1890) et le Baguirmi (1892-1893).

  - Vote d’un tarif douanier protectionniste en Allemagne (droits d’entrée sur les produits céréaliers et industriels). Aggravé en 1885 et 1887 pour les céréales, il sert les intérêts de l’aristocratie terrienne et de la grande bourgeoisie industrielle qui s’unissent pour défendre l’ordre social et politique contre les socialistes et les libéraux de gauche (alliance du seigle et de l’acier). La production industrielle retrouve son niveau de 1873.

- 22 juillet, France : Loi relative au siège du Pouvoir exécutif et des Chambres à Paris.

## Naissances
- 2 juillet : Vladimir Pravditch-Neminski, physiologiste ukrainien († 17 mai 1952).
- 3 juillet : Alfred Korzybski, scientifique pluridisciplinaire et expert du renseignement américain († 1950).
- 22 juillet : Marie Yvonne Laur, dite Yo Laur, peintre française († 11 novembre 1944).
- 27 juillet : Jean-Baptiste Laviolette, joueur de hockey sur glace.
- 31 juillet : Léopold Survage, peintre français († 31 octobre 1968).

## Décès
- 11 juillet : Jacques-Antoine Moerenhout, ancien consul de France en Polynésie française et à Los Angeles